# 3 de 9 sense folre
|  | Per a altres significats, vegeu «3 de 9 amb folre». |

El 3 de 9 sense folre, també anomenat 3 de 9 net o simplement 3 de 9, és un castell de gamma extra format per 9 pisos d'alçada i 3 persones per pis en el seu tronc. El pom de dalt el formen, com en la majoria de castells, una parella de dosos, un aixecador i un enxaneta.
Com que habitualment es fa amb folre (3 de 9 amb folre), la dificultat d'aquest castell rau en el fet que intentar-lo fer sense aquest suport resulti molt més difícil.
Fou carregat per primera vegada durant la Diada de Santa Úrsula de Valls el 27 d'octubre de 2019, primer per la Colla Vella dels Xiquets de Valls i posteriorment per la Colla Joves Xiquets de Valls.

## Història

### Primera època d'or: El gran dubte
Avui en dia es considera majoritàriament per la major part dels historiadors moderns que el castell no es va assolir durant cap moment de la primera època d'or dels castells al segle xix, tanmateix hi han un pocs que en defensen que es va fer. Per tal de defensar-ho es basen en cròniques que parlen en diverses ocasions de l'assoliment del tres de nou net, com per exemple en la diada de Santa Tecla de Tarragona de 1881 i en una actuació a Torredembarra el 1852. Tanmateix a diferència d'altres castells com el cinc de nou on existeixen tres cròniques independents a més de la tradició oral que es va realitzar, o el 4 de 9 net on existeix la tradició oral i es conserva part dels noms dels que hi pujaren, no passa el mateix amb el 3 de 9 net. L'argument per reclamar-ne l'autoria és bàsicament alguna referència periodística trobada que pot ser poc exacte. Respecte al de 1881, que no és qüestiona la font, va existir una font oral que assegura que el citat tres de nou no era net tal com s'entén avui, sinó que portava només sis homes al folre. Pel que fa al tres de nou de Torredembarra, no han arribat testimonis orals de l'època per confirmar l'èxit de l'intent. Es fa difícil imaginar l'assoliment d'aquesta fita quan feia poc temps que s'havien aconseguit els primers castells de nou amb folre, el primer dels quals el descarregà la Colla Nova, el 24 de setembre de 1851 en la diada de Santa Tecla de Tarragona. Actualment es posa molt en dubte la veracitat d'aquesta crònica atribuïda a Joan Mañé i Flaquer. Avui en dia estaria fora de tota lògica castellera que una colla que tot just ha aconseguit el castell amb folre, s'enfronti al repte de fer-lo net. Fins i tot està fora de lògica assolir-lo abans de fer el 4 de 9 net que és considerablement més fàcil.
La poca informació que hi ha és escrita amb una literatura confosa, amb cronistes en molts casos inexperts, contradiccions, manca de referències i altres elements que compliquen l'estudi com ara el fet que en aquells anys si no es descarregava el castell no es donava per vàlid. Tot plegat fa que difícilment es tingui confirmació absoluta de si es va assolir o no la fita durant aquella època daurada.

### Segles XX i XXI
Considerat un dels castells més extremadament difícils d'assolir, els Minyons de Terrassa van ser la primera colla a començar a assajar aquesta estructura l'any 1996. Assajaven tant el 4 de 9 sense folre com el 3 de 9 sense folre. Tot i que el 4 de 9 el van poder descarregar dos anys més tard, el 25 d'octubre del 1998 en les Fires de Sant Narcís de Girona, el 3 de 9 no l'han intentat mai a plaça i a l'assaig van arribar a fer una prova de 3 de 8 net fins a aixecador.
El 3 de 9 sense folre va ser intentat per primera vegada per la Colla Joves dels Xiquets de Valls a Vila-rodona el 5 de novembre del 2000. A la mateixa diada ho va intentar dues vegades i cap de les dues temptatives va resultar amb èxit. El primer intent va caure amb els sisens, mentre el segon va fer llenya quan els dosos es donaven la mà abans de col·locar-se. Per Santa Úrsula de 2004 el van tornar a intentar, també sense èxit amb sisens col·locats. Per la seva banda la Colla Vella dels Xiquets de Valls va intentar aquest castell l'any 2004 a l'última ronda del XX Concurs de castells de Tarragona en una darrera temptativa per endur-se la victòria enfront Vilafranca. A assaig van realitzar el 3 de 8 net fins a acotxador i a la plaça de braus va caure quan entraven sisens.
La tercera colla en intentar assolir el castell van ser els Castellers de Vilafranca. La colla va assajar el 3 de 9 sense folre per dur-lo a terme a la Diada de Tots Sants del 2005. A assaig també van col·locar acotxador al 3 de 8 net amb enxaneta a l'espatlla dels sisens i a més també van fer el castell fins a dosos dues vegades. A plaça però, el castell va caure amb dosos col·locats.
Els últims intents d'aquest castell van ser al Concurs de castells de Tarragona de 2016 per part de la Colla Vella dels Xiquets de Valls. A quarta ronda la colla va realitzar el primer intent desmuntat de la història de 3 de 9 sense folre i a cinquena ronda el castell cedia a pocs segons de col·locar-se l'aixecador.
El 28 d'agost de 2018 la Joves de Valls descarregà per primera vegada la història el 3 de 8 net en un assaig amb xarxa previ a la diada de Sant Fèlix. No portà el castell a plaça però fins a la diada de Santa Úrsula d'aquell any. La Colla havia col·locat dosos a assaig però no havia repetit el castell net sencer des de Sant Fèlix. A plaça realitzà dos intents, el primer fou desmuntat amb sisens i la canalla amunt, mentre que el segon quedà amb intent també amb sisens i quan la canalla tirava avall després dels moviments al intentar entrar dosos. La Colla Vella també intentà el castell en la mateixa diada i també quedà en intent amb els dosos mig col·locats.
L'any 2019 la Colla Joves tornà a portar el castell a la diada de Sant Fèlix, on va realitzar dos intents el primer el més ferm dels dos va ser desmuntat per dubtes de la canalla. El segon més bellugadís va caure amb dosos col·locats i l'acotxador fent la primera passa. De cara a Santa Úrsula de 2019 les dues colles van assajar el castell intensament. Assolint proves els assajos mai fetes fins al moment amb l'ajuda de la xarxa. Així la Colla Vella va carregar el castell una setmana abans de l'actuació dintre la xarxa. Mentre la Joves el feu també sencer fins acotxador. Finalment, el 27 d'octubre de 2019 es va aconseguir ser carregat per partida doble durant la Diada de Santa Úrsula, sent la Colla Vella dels Xiquets de Valls qui va fer la primera aleta a aquest castell en l'era moderna i tot seguit la Colla Joves Xiquets de Valls. Els vermells no se'n sortiren en dos primers intents, un desmuntat per dubtes de l'acotxadora i l'altre malgrat ser l'intent més ferm mai aixecat caigué per problemes també de la canalla al remuntar, però sí que el carregaren finalment a la tercera. En els dos carregats el castell caigué breus moments després de l'aleta.

### Cronologia
La següent taula mostra una cronologia dels intent de 3 de 9 sense folre fets fins a l'actualitat. Hi figuren les colles que l'han intentat, la data, la diada, la plaça, el resultat del castell, els altres castells intentats en l'actuació i un comentari de cada una de les temptatives.
| \| Núm. \| Colla \| Data \| Diada \| Plaça \| Resultat \| Actuació \| Notes \| \| ---- \| --------------------------------- \| --------------------- \| ------------------------------------- \| ---------------------------------------- \| ---------------- \| ------------------------------------------------------ \| ------------------------------------------------------------------------------------------------------------------------------------------ \| \| 1 \| Colla Joves Xiquets de Valls \| 5 de novembre de 2000 \| Fira de Vila-rodona \| Plaça dels Arbres, Vila-rodona \| Intent \| 4de9sf(c), 3de9sf(i), 2de8f, 3de9sf(i), 3de8 \| Primer intent de 3de9sf de la història. Primer intent de 3de9sf de la Colla Joves Xiquets de Valls. Primer intent de 3de9sf a Vila-rodona. \| \| 2 \| Colla Joves Xiquets de Valls \| 5 de novembre de 2000 \| Fira de Vila-rodona \| Plaça dels Arbres, Vila-rodona \| Intent \| 4de9sf(c), 3de9sf(i), 2de8f, 3de9sf(i), 3de8 \| \| \| 3 \| Colla Vella dels Xiquets de Valls \| 3 d'octubre de 2004 \| XX Concurs de castells de Tarragona \| Plaça de braus, Tarragona \| Intent \| 5de9f(c), 4de9fa, 2de8sf(i), 2de8sf(i), 3de9sf(i) \| Primer intent de 3de9sf de la Colla Vella dels Xiquets de Valls. Primer intent de 3de9sf a Tarragona. \| \| 4 \| Colla Joves Xiquets de Valls \| 24 d'octubre de 2004 \| Diada de Santa Úrsula \| Plaça del Blat, Valls \| Intent \| 2de8sf(c), 4de9f, 3de9sf(i), 3de9f \| Primer intent de 3de9sf a Valls. \| \| 5 \| Castellers de Vilafranca \| 1 de novembre de 2005 \| Diada de Tots Sants \| Plaça de la Vila, Vilafranca del Penedès \| Intent \| Tde9f(i), 4de9f, 3de9sf(i), Tde8f, 3de9f, Pde8fm \| Primer i únic intent de 3de9sf dels Castellers de Vilafranca. Primer intent de 3de9sf a Vilafranca del Penedès. \| \| 6 \| Colla Vella dels Xiquets de Valls \| 2 d'octubre de 2016 \| XXVI Concurs de castells de Tarragona \| Tarraco Arena Plaça, Tarragona \| Intent desmuntat \| 4de10fm(c), 3de10fm(i), 4de9sf, 3de9sf(id), 3de9sf(i) \| \| \| 7 \| Colla Vella dels Xiquets de Valls \| 2 d'octubre de 2016 \| XXVI Concurs de castells de Tarragona \| Tarraco Arena Plaça, Tarragona \| Intent \| 4de10fm(c), 3de10fm(i), 4de9sf, 3de9sf(id), 3de9sf(i) \| \| \| 8 \| Colla Joves Xiquets de Valls \| 21 d'octubre de 2018 \| Diada de Santa Úrsula \| Plaça del Blat, Valls \| Intent desmuntat \| 4de9sf, 2de8sf(c), 3de9sf(id), 3de9sf(i), Pde6 \| \| \| 9 \| Colla Joves Xiquets de Valls \| 21 d'octubre de 2018 \| Diada de Santa Úrsula \| Plaça del Blat, Valls \| Intent \| 4de9sf, 2de8sf(c), 3de9sf(id), 3de9sf(i), Pde6 \| \| \| 10 \| Colla Vella dels Xiquets de Valls \| 21 d'octubre de 2018 \| Diada de Santa Úrsula \| Plaça del Blat, Valls \| Intent \| 4de9sf, 2de9sm(i), 3de10fm(id), 3de9sf(i), 3de9f, Pde6 \| \| \| 11 \| Colla Joves Xiquets de Valls \| 30 d'agost de 2019 \| Diada de Sant Fèlix \| Plaça de la Vila, Vilafranca del Penedès \| Intent desmuntat \| 2de8sf, 3de9sf(id), 3de9sf(i), 3de9f(id), 3de9f(id) \| \| \| 12 \| Colla Joves Xiquets de Valls \| 30 d'agost de 2019 \| Diada de Sant Fèlix \| Plaça de la Vila, Vilafranca del Penedès \| Intent \| 2de8sf, 3de9sf(id), 3de9sf(i), 3de9f(id), 3de9f(id) \| \| \| 13 \| Colla Joves Xiquets de Valls \| 27 d'octubre de 2019 \| Diada de Santa Úrsula \| Plaça del Blat, Valls \| Intent desmuntat \| 2de8sf, 3de9sf(id), 4de9f, 3de9sf(i), 3de9sf(c), Pde7f \| \| \| 14 \| Colla Vella dels Xiquets de Valls \| 27 d'octubre de 2019 \| Diada de Santa Úrsula \| Plaça del Blat, Valls \| Carregat \| 4de9sf, 3de9sf(c), 2de8sf, Pde8fm \| Primer 3de9sf carregat de la història. Primer 3de9sf carregat de la Colla Vella dels Xiquets de Valls. Primer 3de9sf carregat a Valls. \| \| 15 \| Colla Joves Xiquets de Valls \| 27 d'octubre de 2019 \| Diada de Santa Úrsula \| Plaça del Blat, Valls \| Intent \| 2de8sf, 3de9sf(id), 4de9f, 3de9sf(i), 3de9sf(c), Pde7f \| \| \| 16 \| Colla Joves Xiquets de Valls \| 27 d'octubre de 2019 \| Diada de Santa Úrsula \| Plaça del Blat, Valls \| Carregat \| 2de8sf, 3de9sf(id), 4de9f, 3de9sf(i), 3de9sf(c), Pde7f \| Primer 3de9sf carregat de la Colla Joves Xiquets de Valls. \| \| 17 \| Colla Vella dels Xiquets de Valls \| 23 d'octubre de 2022 \| Diada de Santa Úrsula \| Plaça del Blat, Valls \| Intent \| 4de9fp, 2de8sf, 3de9sf(i), 3de9f, 2 Pde5 \| \| |                                   |                       |                                       |                                          |                  |                                                        | |
| Núm. | Colla                             | Data                  | Diada                                 | Plaça                                    | Resultat         | Actuació                                               | Notes |
| 1 | Colla Joves Xiquets de Valls      | 5 de novembre de 2000 | Fira de Vila-rodona                   | Plaça dels Arbres, Vila-rodona           | Intent           | 4de9sf(c), 3de9sf(i), 2de8f, 3de9sf(i), 3de8           | Primer intent de 3de9sf de la història. Primer intent de 3de9sf de la Colla Joves Xiquets de Valls. Primer intent de 3de9sf a Vila-rodona. |
| 2 | Colla Joves Xiquets de Valls      | 5 de novembre de 2000 | Fira de Vila-rodona                   | Plaça dels Arbres, Vila-rodona           | Intent           | 4de9sf(c), 3de9sf(i), 2de8f, 3de9sf(i), 3de8           | |
| 3 | Colla Vella dels Xiquets de Valls | 3 d'octubre de 2004   | XX Concurs de castells de Tarragona   | Plaça de braus, Tarragona                | Intent           | 5de9f(c), 4de9fa, 2de8sf(i), 2de8sf(i), 3de9sf(i)      | Primer intent de 3de9sf de la Colla Vella dels Xiquets de Valls. Primer intent de 3de9sf a Tarragona.                                      |
| 4 | Colla Joves Xiquets de Valls      | 24 d'octubre de 2004  | Diada de Santa Úrsula                 | Plaça del Blat, Valls                    | Intent           | 2de8sf(c), 4de9f, 3de9sf(i), 3de9f                     | Primer intent de 3de9sf a Valls. |
| 5 | Castellers de Vilafranca          | 1 de novembre de 2005 | Diada de Tots Sants                   | Plaça de la Vila, Vilafranca del Penedès | Intent           | Tde9f(i), 4de9f, 3de9sf(i), Tde8f, 3de9f, Pde8fm       | Primer i únic intent de 3de9sf dels Castellers de Vilafranca. Primer intent de 3de9sf a Vilafranca del Penedès.                            |
| 6 | Colla Vella dels Xiquets de Valls | 2 d'octubre de 2016   | XXVI Concurs de castells de Tarragona | Tarraco Arena Plaça, Tarragona           | Intent desmuntat | 4de10fm(c), 3de10fm(i), 4de9sf, 3de9sf(id), 3de9sf(i)  | |
| 7 | Colla Vella dels Xiquets de Valls | 2 d'octubre de 2016   | XXVI Concurs de castells de Tarragona | Tarraco Arena Plaça, Tarragona           | Intent           | 4de10fm(c), 3de10fm(i), 4de9sf, 3de9sf(id), 3de9sf(i)  | |
| 8 | Colla Joves Xiquets de Valls      | 21 d'octubre de 2018  | Diada de Santa Úrsula                 | Plaça del Blat, Valls                    | Intent desmuntat | 4de9sf, 2de8sf(c), 3de9sf(id), 3de9sf(i), Pde6         | |
| 9 | Colla Joves Xiquets de Valls      | 21 d'octubre de 2018  | Diada de Santa Úrsula                 | Plaça del Blat, Valls                    | Intent           | 4de9sf, 2de8sf(c), 3de9sf(id), 3de9sf(i), Pde6         | |
| 10 | Colla Vella dels Xiquets de Valls | 21 d'octubre de 2018  | Diada de Santa Úrsula                 | Plaça del Blat, Valls                    | Intent           | 4de9sf, 2de9sm(i), 3de10fm(id), 3de9sf(i), 3de9f, Pde6 | |
| 11 | Colla Joves Xiquets de Valls      | 30 d'agost de 2019    | Diada de Sant Fèlix                   | Plaça de la Vila, Vilafranca del Penedès | Intent desmuntat | 2de8sf, 3de9sf(id), 3de9sf(i), 3de9f(id), 3de9f(id)    | |
| 12 | Colla Joves Xiquets de Valls      | 30 d'agost de 2019    | Diada de Sant Fèlix                   | Plaça de la Vila, Vilafranca del Penedès | Intent           | 2de8sf, 3de9sf(id), 3de9sf(i), 3de9f(id), 3de9f(id)    | |
| 13 | Colla Joves Xiquets de Valls      | 27 d'octubre de 2019  | Diada de Santa Úrsula                 | Plaça del Blat, Valls                    | Intent desmuntat | 2de8sf, 3de9sf(id), 4de9f, 3de9sf(i), 3de9sf(c), Pde7f | |
| 14 | Colla Vella dels Xiquets de Valls | 27 d'octubre de 2019  | Diada de Santa Úrsula                 | Plaça del Blat, Valls                    | Carregat         | 4de9sf, 3de9sf(c), 2de8sf, Pde8fm                      | Primer 3de9sf carregat de la història. Primer 3de9sf carregat de la Colla Vella dels Xiquets de Valls. Primer 3de9sf carregat a Valls.     |
| 15 | Colla Joves Xiquets de Valls      | 27 d'octubre de 2019  | Diada de Santa Úrsula                 | Plaça del Blat, Valls                    | Intent           | 2de8sf, 3de9sf(id), 4de9f, 3de9sf(i), 3de9sf(c), Pde7f | |
| 16 | Colla Joves Xiquets de Valls      | 27 d'octubre de 2019  | Diada de Santa Úrsula                 | Plaça del Blat, Valls                    | Carregat         | 2de8sf, 3de9sf(id), 4de9f, 3de9sf(i), 3de9sf(c), Pde7f | Primer 3de9sf carregat de la Colla Joves Xiquets de Valls.                                                                                 |
| 17 | Colla Vella dels Xiquets de Valls | 23 d'octubre de 2022  | Diada de Santa Úrsula                 | Plaça del Blat, Valls                    | Intent           | 4de9fp, 2de8sf, 3de9sf(i), 3de9f, 2 Pde5               | |

## Colles

### Assolit

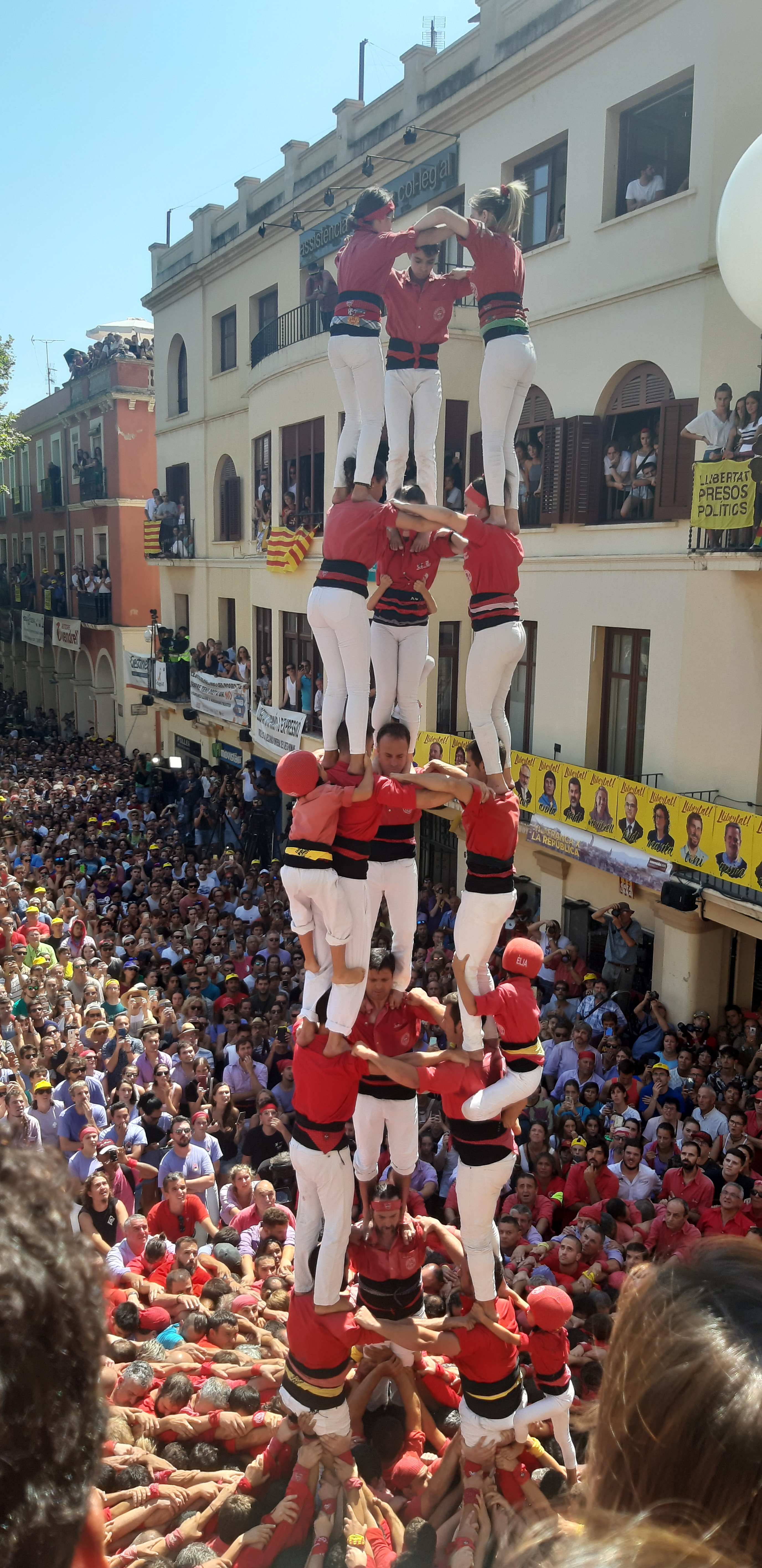
Intent de 3 de 9 sense folre per part de la Colla Joves Xiquets de Valls a la Diada de Sant Fèlix 2019 de la Festa Major de Vilafranca del Penedès.

El 3 de 9 sense folre va ser assolit per primera vegada a la història per part de la Colla Vella dels Xiquets de Valls el 27-10-2019 a la segona ronda de la Diada de Santa Úrsula del 2019, a la plaça del Blat de Valls. Posteriorment, a la tercera ronda de la mateixa diada, el va carregar per primer cop a la seva història la Colla Joves dels Xiquets de Valls.
| Núm. | Colla                             | Carregat        | Diada                 | Plaça                 |
| ---- | --------------------------------- | --------------- | --------------------- | --------------------- |
| 1    | Colla Vella dels Xiquets de Valls | 27 octubre 2019 | Diada de Santa Úrsula | Plaça del Blat, Valls |
| 2    | Colla Joves Xiquets de Valls      | 27 octubre 2019 | Diada de Santa Úrsula | Plaça del Blat, Valls |

### No assolit
La taula següent mostra la data, diada i plaça en què la colla l'intentà per primera vegada:
| Núm. | Colla                    | Intent          | Diada               | Plaça                                    |
| ---- | ------------------------ | --------------- | ------------------- | ---------------------------------------- |
| 1    | Castellers de Vilafranca | 1 novembre 2005 | Diada de Tots Sants | Plaça de la Vila, Vilafranca del Penedès |

## Estadística
| Resultat              |
| --------------------- |
| Descarregat (D)       |
| Carregat (C)          |
| Intent (I)            |
| Intent desmuntat (ID) |

Actualitzat a 31 de desembre de 2024

### Nombre de vegades
Fins a l'actualitat, i sense tenir en compte els possibles intents del segle xix, s'han fet 16 temptatives d'aquest castell per part de 3 colles diferents. Va ser assolit per primera vegada a la història per part de la Colla Vella dels Xiquets de Valls a la segona ronda de la Diada de Santa Úrsula del 2019 i, posteriorment, a la tercera ronda de la mateixa diada, la Colla Joves dels Xiquets de Valls també l'assolí per primera vegada a la seva història.
| Colla                             | Resultats globals | Resultats globals | Resultats globals | Resultats globals | Total | Resultats parcials | Resultats parcials | Resultats parcials |
| Colla                             | D                 | C                 | I                 | ID                | Total | Assolit (D+C)      | No assolit (I+ID)  | Caigudes (C+I)     |
| --------------------------------- | ----------------- | ----------------- | ----------------- | ----------------- | ----- | ------------------ | ------------------ | ------------------ |
| Colla Joves Xiquets de Valls      | 0                 | 1                 | 6                 | 3                 | 10    | 1                  | 9                  | 7                  |
| Colla Vella dels Xiquets de Valls | 0                 | 1                 | 4                 | 1                 | 6     | 1                  | 5                  | 5                  |
| Castellers de Vilafranca          | 0                 | 0                 | 1                 | 0                 | 1     | 0                  | 1                  | 1                  |
| Total                             | 0                 | 2                 | 11                | 4                 | 17    | 2                  | 15                 | 13                 |
| Percentatge                       | 0,0%              | 11,8%             | 64,7%             | 23,5%             | 100%  | 11,8%              | 88,2%              | 76,5%              |

### Poblacions
El 3 de 9 sense folre s'ha intentat a 4 poblacions diferents sent només assolit a Valls. La població on s'ha intentat més cops és Valls (9) seguit de Tarragona i Vilafranca del Penedès (3), i Vila-rodona on s'ha intentat en dues ocasions.
| Població               | D | C | I  | ID | Total |
| ---------------------- | - | - | -- | -- | ----- |
| Valls                  | 0 | 2 | 5  | 2  | 9     |
| Tarragona              | 0 | 0 | 2  | 1  | 3     |
| Vilafranca del Penedès | 0 | 0 | 2  | 1  | 3     |
| Vila-rodona            | 0 | 0 | 2  | 0  | 2     |
| Total                  | 0 | 2 | 11 | 4  | 17    |

### Temporades
La taula següent mostra les 17 ocasions en què ha estat intentat per les colles al llarg de les temporades, des del primer intentat el 2000:
| Colla                             | 2000 |  | 2004 | 2005 |  | 2016    |  | 2018    | 2019        |  | 2022 | Total        |
| --------------------------------- | ---- |  | ---- | ---- |  | ------- |  | ------- | ----------- |  | ---- | ------------ |
| Colla Joves Xiquets de Valls      | 2i   |  | 1i   |      |  |         |  | 1i, 1id | 1c, 2i, 2id |  |      | 1c, 6i, 3id  |
| Colla Vella dels Xiquets de Valls |      |  | 1i   |      |  | 1i, 1id |  | 1i      | 1c          |  | 1i   | 1c, 4i, 1id  |
| Castellers de Vilafranca          |      |  |      | 1i   |  |         |  |         |             |  |      | 1i           |
| Total                             | 2i   |  | 2i   | 1i   |  | 1i, 1id |  | 2i, 1id | 2c, 2i, 2id |  | 1i   | 2c, 11i, 4id |